# Kórós
Kórós ist eine ungarische Gemeinde im Kreis Sellye im Komitat Baranya.

## Geografische Lage
Kórós liegt 18 Kilometer östlich der Kreisstadt Sellye an dem Fluss Pécsi-víz. Nachbargemeinden sind Hegyszentmárton, Rádfalva, Drávapiski, Adorjás und Páprád.

## Sehenswürdigkeiten
- Reformierte Kirche, erbaut 1793 im spätbarocken Stil

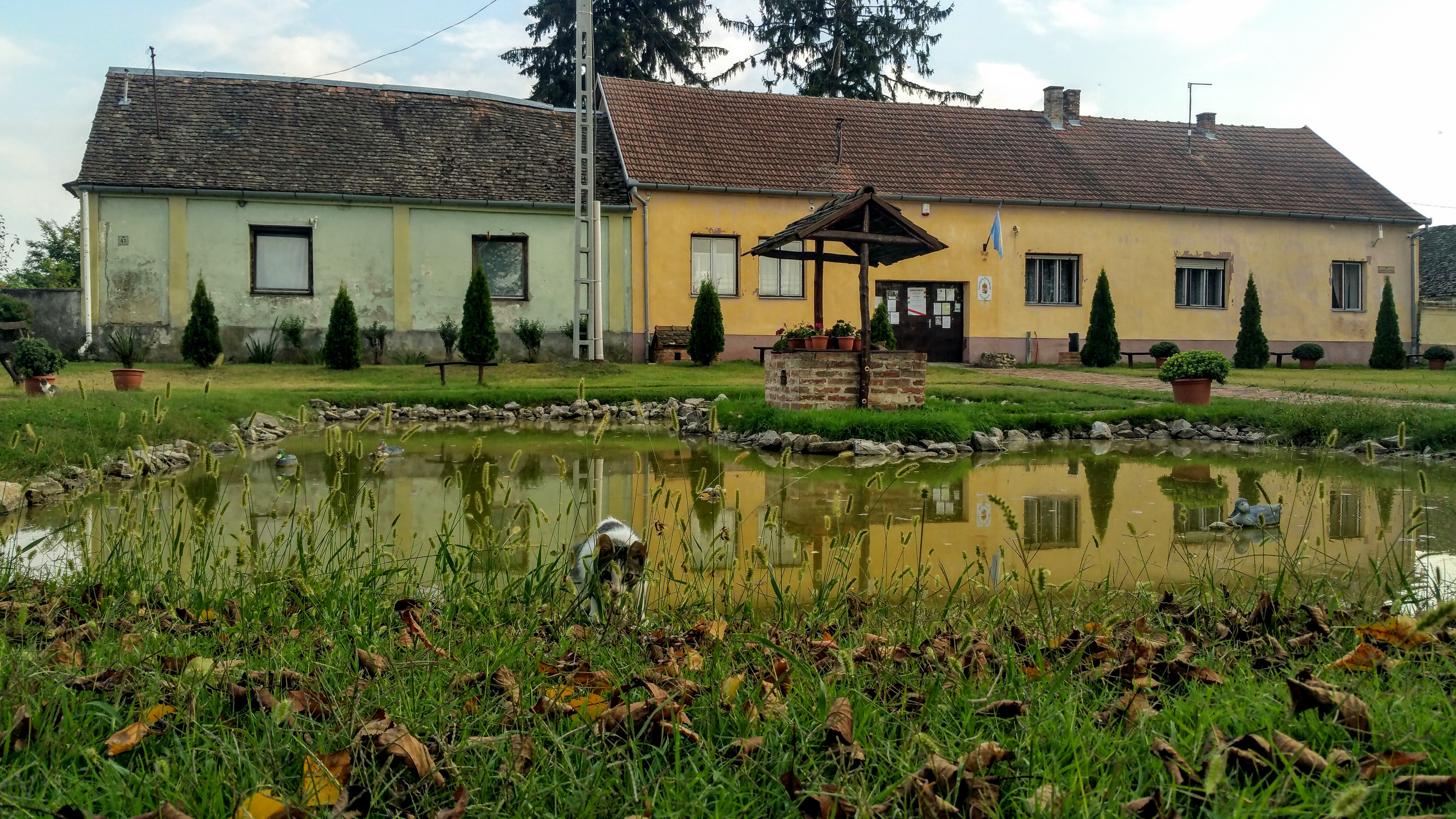
Bürgermeisteramt
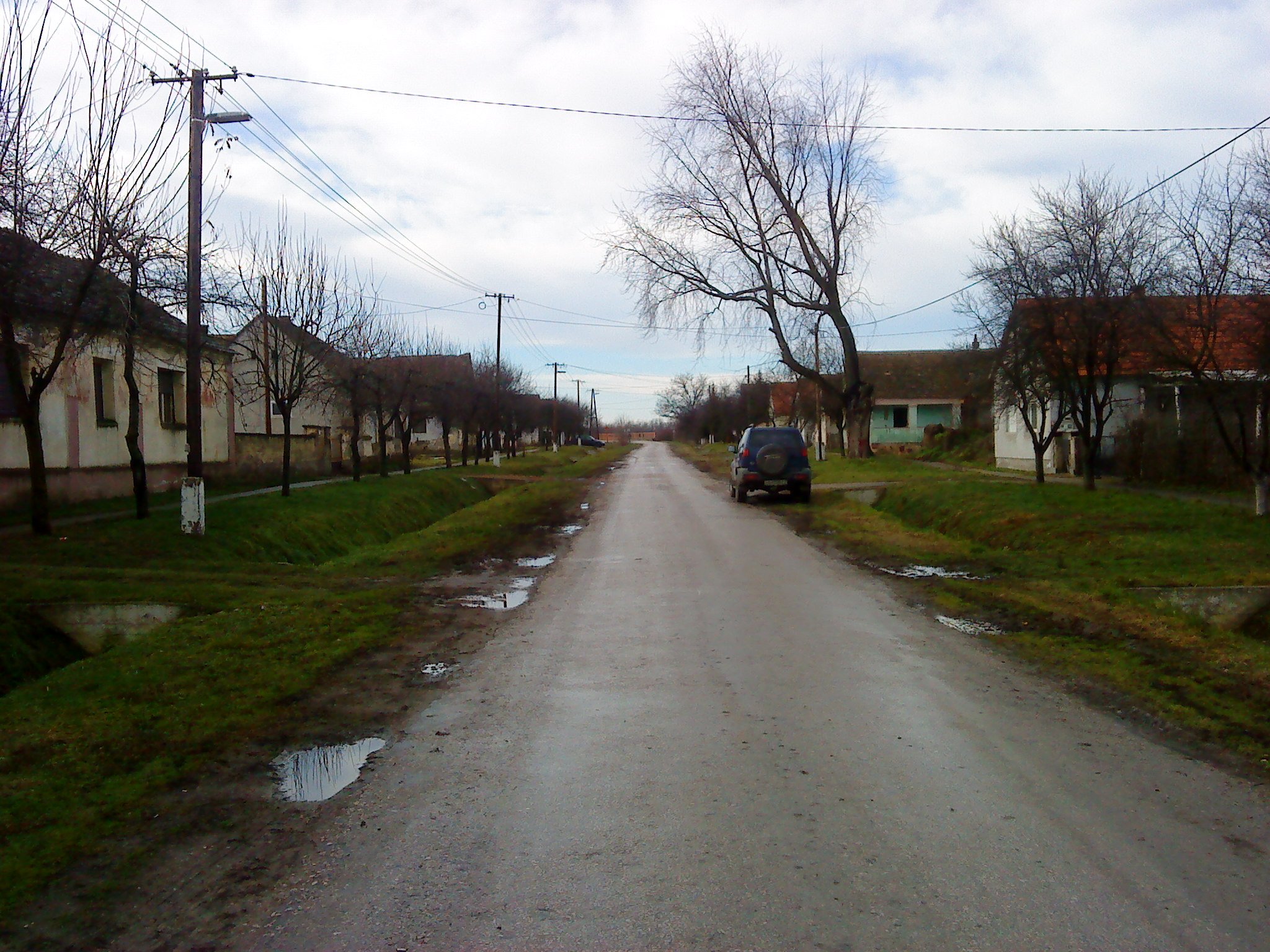
Straße (Kossuth Lajos utca)
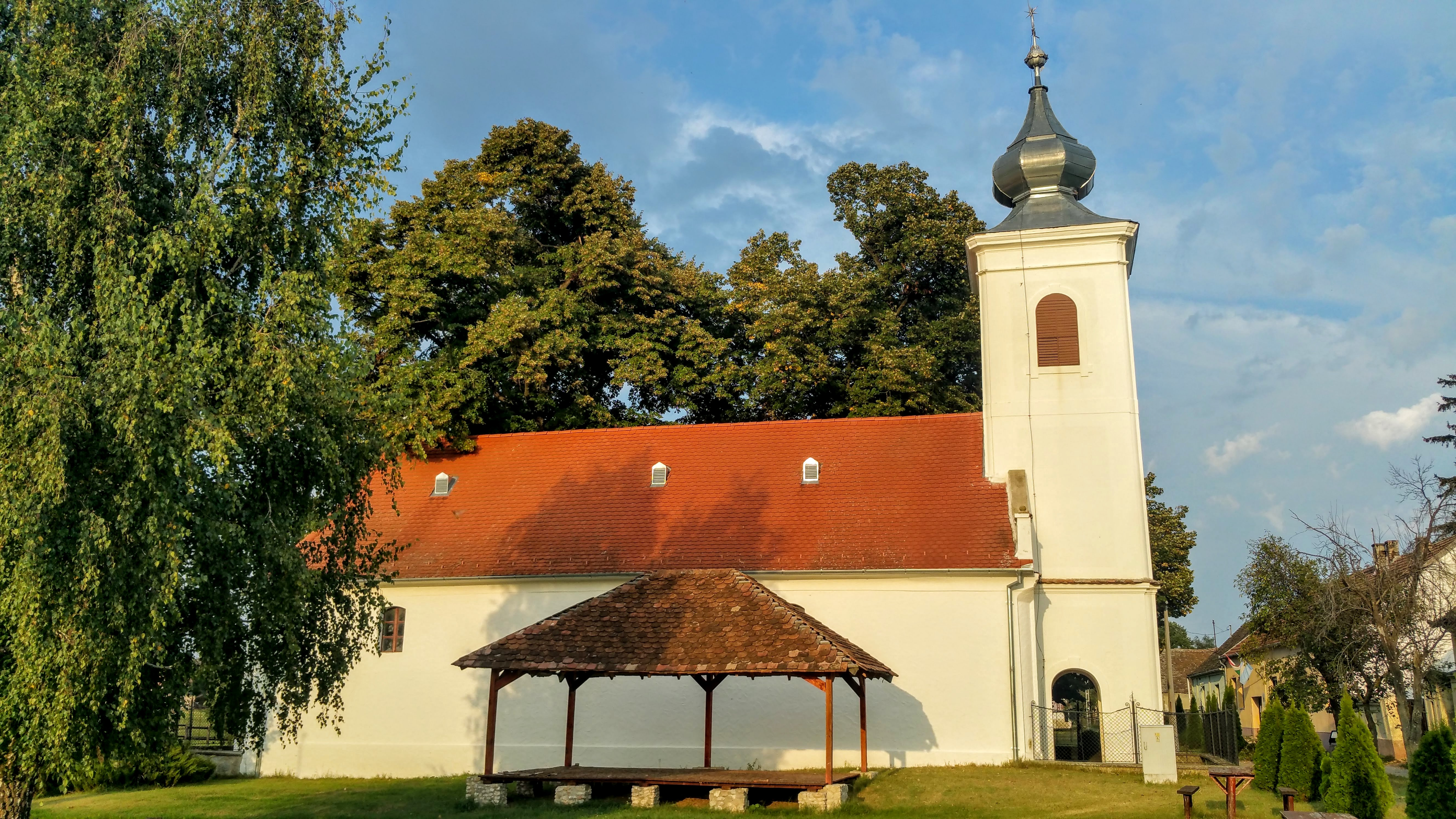
Reformierte Kirche
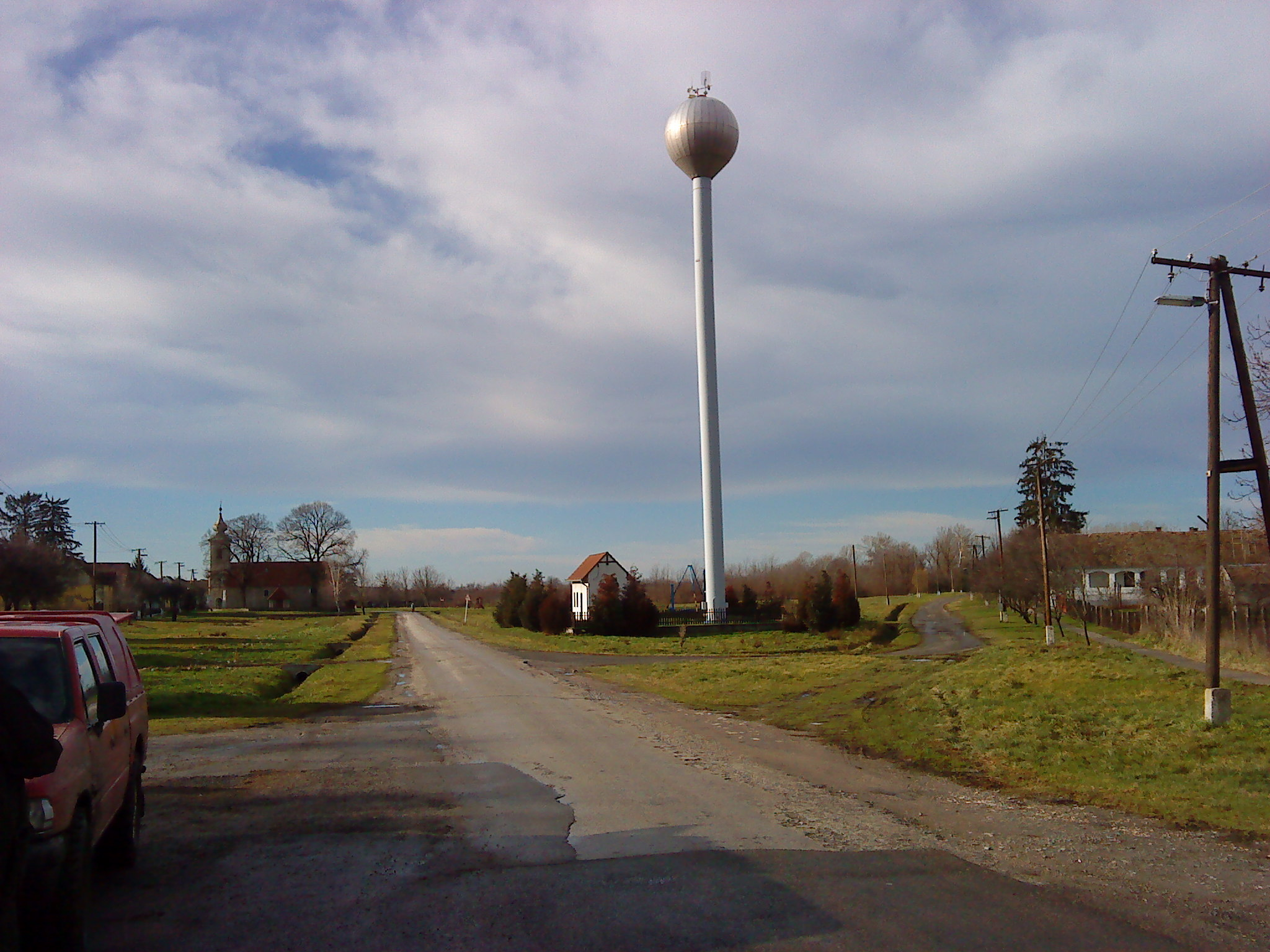
Wasserturm
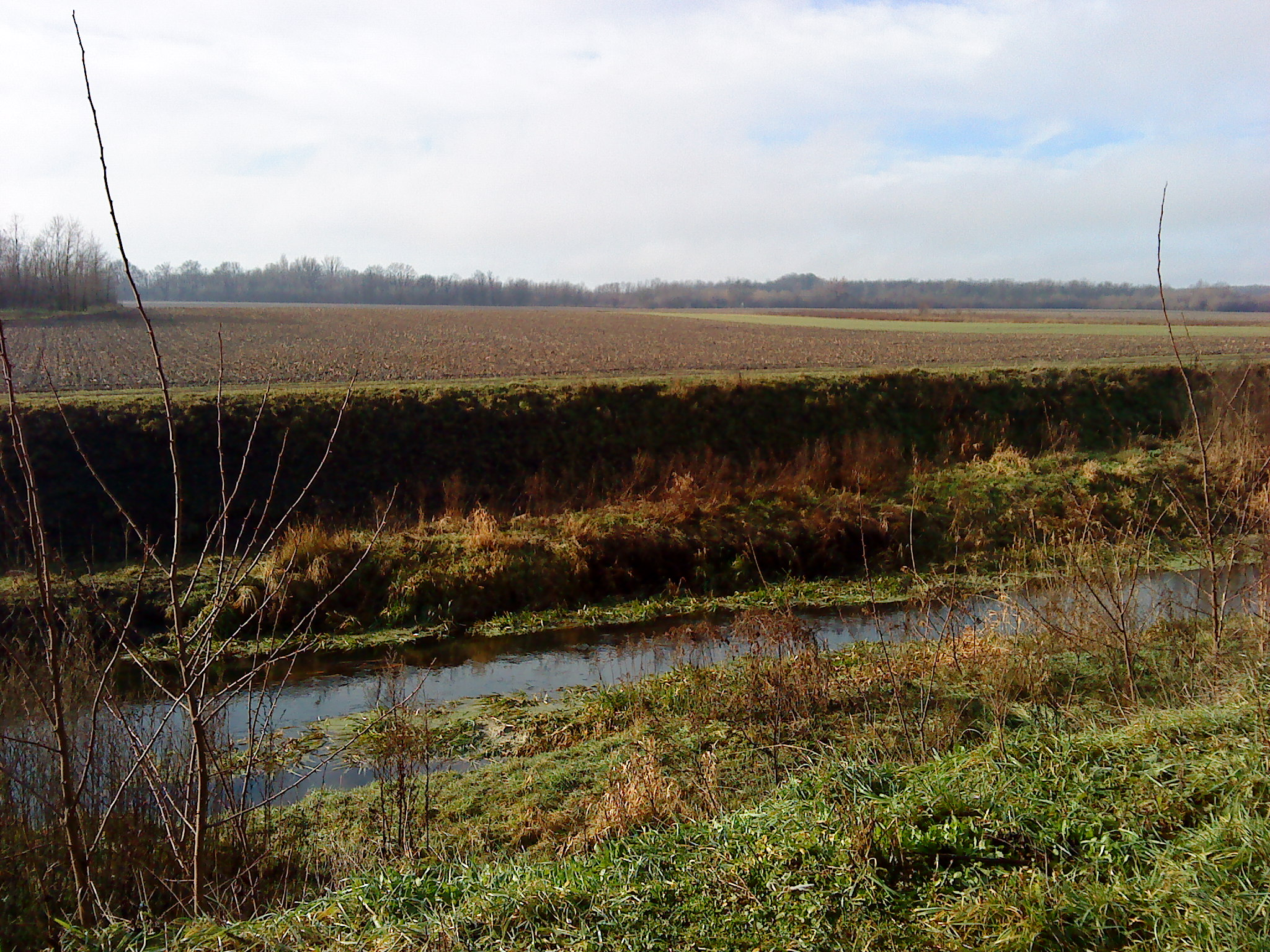
Der Fluss Pécsi-víz bei Kórós

## Verkehr
Durch Kórós verläuft die Nebenstraße Nr. 58128. Es bestehen täglich zwei Busverbindungen nach Vajszló. Der nächstgelegene Bahnhof befindet sich in Sellye.